# Ковачик, Йозеф
Йозеф Ковачик (словац. Jozef Kováčik; род. 1 января 1980 года, Топольчани, Чехословакия) — словацкий хоккеист, играющий на позиции защитника. Выступает в первой словацкой лиге за родной клуб ХК «Топольчани».

## Карьера
Воспитанник хоккейной школы ХК «Топольчани». Выступал за ХК «Топольчани», «Итонг» (Брно), ЕРВ «Хемниц 07», МХК «Мартин», ХК «Нитра», ХК «Слован» (Братислава), ХК «Комета» (Брно), ХКМ «Зволен».
В чемпионатах Чехии провёл 322 матча, набрал 127 (35+92) очков, в чемпионатах Словакии — 584 матча, 210 очков (69+141).
В составе национальной сборной Словакии провел 2 матча.

## Достижения
- Чемпион Словакии (2008)
- Чемпион Чехии (2017)
- Серебряный призёр словацкой Экстралиги (2010) и чешской Экстралиги (2012, 2014)
- Бронзовый призёр словацкой Экстралиги (2006 и 2009) и чешской Экстралиги (2015)